# Луїджі Альва
Луїс Ернесто Альва-і-Тальєдо (ісп. Luis Ernesto Alva y Talledo, знаний як Луїджі Альва; 10 квітня 1927, Пайта, Перу — 15 травня 2025, Маріано-Коменсе, Італія) — перуанський оперний тенор, який працював на міжнародному рівні у провідних оперних театрах і на фестивалях. Фахівець з Моцарта та Россіні, здобув славу завдяки ролям, як-от Дон Оттавіо в «Дон Жуані» Моцарта, граф Альмавіва в «Севільському цирульнику» Россіні та Фентон у «Фальстафі» Верді, крім того, з'являвся у світових прем'єрах. 1989 року залишив сцену. Його вважали одним з оперних зірок XX століття.

## Біографія
Народився у Пайті, Перу, і деякий час служив у ВМС Перу, а потім зосередився на співочій кар'єрі. Навчався в Національній консерваторії в Лімі у Рози Мерседес Айарси де Моралес і 1949 року співав у сарсуелі Федеріко Морено Торроба «Луїза Фернанда» в Лімі. 1951 року виступив у Муніципальному театрі Ліми в ролі Беппе в «Паяцах» Леонкавалло.
1953 року поїхав до Мілана, щоб навчатися в Еміліо Гірардіні й Етторе Кампогалліані. 1954 року дебютував у Європі в Театро Нуово в Мілані в ролі Альфредо в «Травіаті» Верді, після цього в ролі Паоліно в «Таємному одруженні» Чімарози. 1955 року дебютував у Ла Скала в ролі Паоліно в опері Чімарози «Таємного одруження» на відкритті Піккола Скала. Там 1956 року зіграв роль графа Альмавіви у виставі Россіні «Севільський цирульник» разом із Марією Каллас у ролі Розіни, завдяки якій він став ще більш відомим і шанованим. Цю роль він виконував у Ла Скала 330 разів.
Згодом виступав з низкою провідних оперних фестивалів і труп у США та Європі. Виступав на Зальцбурзькому фестивалі в ролі Фентона у опері Верді «Фальстаф» 1957 року, у ролі Моцарта Бельмонте в опері «Викрадення із серелю», а також у ролі Феррандо в опері«Так чинять усі» 1967 року та у ролі графа Россіні 1968 року. Виступав, зокрема в партіях Моцарта, на Единбурзькому фестивалі з 1957 року, на Екс-ан-Прованському фестивалі та в Ковент-гарден з 1960 року, у Віденській державній опері з 1961 року. Вперше виступив на Глайндборнському фестивалі з партією Неморіно в опері Доніцетті «Любовний напій» 1961 року. 1962 року дебютував у Філадельфійській ліричній оперній компанії в ролі графа Альмавіви, а 1964 року вперше виступив у Метрополітен-опера в ролі Фентона; згодом він співав там ще в 101 виставі 1975 року.
Альва мав легкий ліричний тенор і був знаний своєю чіткістю дикції та елегантним фразуванням, якістю, яку Джордж Еллінек описав як компенсацію «слабкої сили» голосу в живому записі опери Моцарта «Так чинять усі» з опери Ла Скала 1956 року. Він рідко виходив за межі свого улюбленого репертуару, який складався з Моцарта, Россіні та Доніцетті, і до якого (за словами Гарольда Розенталя) особливо пасував його «елегантний, вишуканий стиль», але з'являвся на світових прем'єрах, як-от у «Жінці мінливій» Ріккардо Маліп'єро та у «Шлюбній догадці» Лучано Шаї, обидві в Піккола Скала 1957 року. Наступного року виступив у Ла Скала на домашній прем'єрі опери Яначека «Хитра лисиця».
1980 року заснував Асоціацію Перу «Пролірика» в Лімі та кілька років був її художнім керівником.1989 року залишив сцену, але спонсорував премію Луїджі Альви для молодих співаків, проводив майстер-класи та був членом журі співочих конкурсів. Також викладав спів у La Scuola di Canto (Академія голосу) у Ла Скала в Мілані. Серед його учнів був бельгійський тенор Марк Лахо.
2005 року перуанська поштова служба випустила марку на його честь, а 2012 року Міністерство культури Перу нагородило його медаллю «Personalidad Meritoria de la Cultura».
Помер 15 травня 2025 року в Маріано-Коменсе, Італія, у 98 років.

## Ролі
Репертуар Альви складався з ролей, більшість з яких грав на сцені:
Россіні:
- Граф д'Альмавіва «Севільський цирульник»[11]
- Дон Раміро в «Попелюшка»[20]
- Ліндоро «Італійка в Алжирі»[21]

Моцарт:
- Дон Оттавіо «Дон Жуан»[11]
- Феррандо «Так чинять усі»[20]
- Алессандро «Цар-пастух» (запис, 1967)[11]
- Таміно «Чарівна флейта»[11]

Гайдн:
- Ліндоро «Винагороджена вірність» (запис, 1976)[22]
- Екліттіко «Місячному світі»[20]
- Жернандо «Безлюдний острів» (запис, 1977)[23]
- Семпроніо «Аптекар»[24]

Чимароза:
- Паоліно «Таємне одруження»[10]
- Філандро «Жіночі хитрощі»[20]

Леонкавалло:
- Беппе «Паяци»[10]

Пуччіні:
- співак «Плащ» (запис, 1954)[25]

Верді:
- Альфредо «Травіата»
- Фентон «Фальстаф»[21]

Шуберт:
- Альфонсо «Альфонсо та Естрелла» (запис, 1956)[26]

Доніцетті:
- Неморіно «Любовний напій»

Гендель:
- Оронт «Альчіна» (запис, 1962)[27]
- Серс «Серс»[20]

Гуно:
- Зібель «Фауст»[20]

Скарлатті:
- Роберто «Грізельда» (запис, 1970)[28]

## Фільмографія
- Фальстаф (1956), Фентон[29]
- Викрадення із сералю (1967), Бельмонте[30]
- Так чинять усі (1970), Феррандо[31]
- Севільський цирульник (1972), граф Альмавіва[31]
- Дон Паскуале (1972), Ернесто[31]
- Аптекар (1982), Семпроніо[32]

## Записи
Опера
- Верді: Фальстаф — (як Фентон) філармонічний оркестр і хор під керівництвом Герберта фон Караяна, EMI, 1956 OCLC 885043154[33]
- Россіні: Севільський цирульник — (як граф Альмавіва) Філармонічний оркестр і хор під керівництвом Альчео Галлієри, EMI, 1957 OCLC 611990413[33]
- Моцарт: Дон Жуан — (як Дон Оттавіо) філармонічний оркестр і хор під керівництвом Карло Марії Джуліні, EMI, 1959 OCLC 1314913070[33]
- Моцарт: Так чинять усі — (як Феррандо), хор Джона Алдіса та новий філармонічний оркестр під керівництвом Отто Клемперера, EMI, 1971 OCLC 1184489695
- Гайдн: La fedeltà premiata — (в ролі Ліндоро) з Іляною Котрубаш, Тонні Ленді, Карі Леваасом, Мауріціо Маццієрі, Фредерікою фон Штаде, Лючією Валентині Терані й Аланом Тітусом, Chœurs de la Radio Suisse Romande та Камерним оркестром Лозанни, диригент Антал Дораті, 1976 OCLC 2678328
- Гайдн: Il mondo della luna — (як Екліктіко) з Арлін Оже, Ентоні Рольфом Джонсоном, Едіт Матіс, Фредерікою фон Штаде, Лючією Валентині Террані та Доменіко Трімаркі, Chœurs de la Radio Suisse Romande та Камерним оркестром Лозанни під керівництвом Антала Дораті, 1978 OCLC 4623873

Концерт
- Ay-Ay-Ay — іспанські та латиноамериканські пісні Лара, Фрейре, Понсе, Сандовала, Падільї, Серрано, Альвареса та Лакалле. Новий симфонічний оркестр Лондона під керівництвом Іллера Паттачіні. Декка, 1963 OCLC 658903917